# Дочь моряка (фильм)
«Дочь моряка» — советская мелодрама 1941 года. Премьера — 10 мая 1942 года.

## Сюжет
Выпускники морского института завершают учёбу парусным переходом Батуми-Одесса. Среди выпускников и потомственная морячка Ирина. Дома её ждут мать и отец. Отец не знает, что дочь обучалась морской профессии, ведь когда-то он запретил ей быть моряком. Пётр Федосеевич уверен, что дочка выучилась на медика. Сам Пётр Федосеевич много лет служил на пассажирском пароходе «Дельфин», в последнее время капитаном, а теперь вышел на пенсию.
Когда Ирина оказывается дома, мать уговаривает её не говорить отцу правды, так как волнуется за его здоровье.
В пароходстве Ирина просится на «Дельфин». Пароход только что закончил ремонтироваться и получил новое имя «Победа». Начальник пароходства пытается отговорить девушку и советует ей современный теплоход «Абхазия». Но Ирина мечтает о «Победе», даже несмотря на то, что штурман «Абхазии» — её однокурсник и лучший друг Василий Громов.
Команда «Победы» постепенно принимает девушку-штурмана, хотя без конфликтов не обходится. Ирине приходится не раз одёргивать рулевого, которому не хватает дисциплины и ответственности за своё дело. В Ирину влюбляется радист "Победы". Его объяснение в любви слышит вся команда, потому что радист случайно включил в радиорубке микрофон.
На берегу Ирину ждёт больной отец, которому без моря становится всё хуже. Ирина опасается сказать отцу правду и понимает, что ей всё-таки лучше уйти на берег. Она сообщает капитану «Победы», что следующий рейс «Одесса-Батуми» станет для неё последним. Но тут отец сбегает из дома на «Победу». Он покупает пассажирский билет на своё бывшее судно. Нынешний капитан «Победы» — его старый друг, тот с радостью встречает старого моряка и доверяет ему штурвал.
В рейсе «Победа» попадает в шторм. В трюме открывается течь, и «Победа» посылает сигналы о помощи. На сигналы откликается только иностранное судно «Амфитрион», но просит вознаграждение за спасение. «Победа» отказывается от такой помощи, течь удаётся ликвидировать. Теперь уже «Победа» принимает от «Амфитриона» сигнал SOS  и посылает ему и его пассажирам на помощь шлюпки.
Во время всех этих приключений дочь и отец встречаются у штурвала и выясняют отношения. Пётр Федосеевич убеждается, что его дочка — отличный моряк и ею можно только гордиться.

## В ролях
- Тамара Беляева — Ирина Захарова
- Иван Пельтцер — Пётр Федосеевич Захаров, отец Ирины
- Вера Окунева — Мария Васильевна Захарова, мать Ирины
- Виктор Аркасов — Василий Громов
- Александр Чистяков — капитан Шестов
- Иван Любезнов — второй помощник Сенин
- Николай Комиссаров — начальник пароходства
- Алексей Консовский — Крутиков, радист
- Николай Ивакин — Гойло
- Виктор Проклов — поварёнок
- Андрей Мирошниченко — Петренко
- Владимир Уральский — Худяков

Также в фильме снимались — Евгений Агеев, Иван Бобров и Эммануил Геллер.
В эпизодах снимались — Вера Алтайская, Надир Малишевский и Пётр Репнин.

## Съёмочная группа
- Авторы сценария — Георгий Гребнер и Александр Новогрудский
- Режиссёр — Георгий Тасин
- Операторы — Григорий Айзенберг и Яков Кулиш
- Художники — Алексей Уткин и Михаил Юферов
- Композитор — Юрий Милютин